# Bahnhof Berlin Alexanderplatz
Bahnhof Berlin Alexanderplatz vasútállomás Németországban, Berlin-Mitte kerületben Berlin központjában található a berlini Stadtbahn vonalán. A német vasútállomás-kategóriák közül a harmadik csoportba tartozik.
Az állomás közelében van a tévétorony és a Rotes Rathaus.
A szomszédos Alexanderplatz metróállomással együtt Berlin egyik legfontosabb közlekedési csomópontja. Üzemeltetési szempontból a pályaudvar egy megállóból áll a fővonali vágányokon, amelyet számos regionális vonat szolgál ki, és egy átmenő állomásból a Stadtbahn S-Bahn vágányain. A metróállomás a berlini metróhálózat egyik legfontosabb állomása, három vonal keresztezi itt egymást.
Az S-Bahn napi utasforgalmát tekintve az állomás 2018-ban a harmadik helyen állt az Ostkreuz és a Friedrichstraße állomások mögött, mintegy 140 000 utassal. 2018-ban az állomás a napi 152 000 utassal és látogatóval a Deutsche Bahn hálózatának 20 legforgalmasabb állomása közé tartozott, ezzel Berlin hatodik legforgalmasabb állomása volt 2019-ben.
A teljes állomáskomplexum, beleértve az S-Bahn és az U-Bahn állomásokat is, műemlék.

## Vasútvonalak
Az állomást az alábbi vasútvonalak érintik:
- Berlini Stadtbahn

## Forgalom
| Járat  | Útvonal | Ütem                         |
| ------ | --- | ---------------------------- |
| RE HBX | Harz-Berlin-Express Berlin Ostbahnhof – Berlin Alexanderplatz – Potsdam – Magdeburg – Halberstadt (Zugteilung) – Quedlinburg – Thale / Wernigerode – Vienenburg – Goslar | két vonatpár (csak hétvégén) |
| RE 1   | Magdeburg – Brandenburg – Potsdam – Berlin Alexanderplatz – Fürstenwalde (Spree) – Frankfurt (Oder) (– Cottbus) | 30 perc                      |
| RE 2   | Wismar – Schwerin – Wittenberge – Berlin Alexanderplatz – Königs Wusterhausen – Lübben (Spreew) – Cottbus | 60 pérc                      |
| RE 7   | Dessau – Bad Belzig – Beelitz-Heilstätten – Michendorf – Berlin Alexanderplatz – Berlin-Schönefeld Flughafen – Rangsdorf – Zossen – Wünsdorf-Waldstadt | 60 pérc                      |
| RB 14  | Nauen – Berlin-Spandau – Berlin Alexanderplatz – Berlin-Schönefeld Flughafen | 60 pérc                      |
|        | Spandau – Stresow – Pichelsberg – Olympiastadion – Heerstraße – Messe Süd – Westkreuz – Charlottenburg – Savignyplatz – Zoologischer Garten – Tiergarten – Bellevue – Hauptbahnhof – Friedrichstraße – Hackescher Markt – Alexanderplatz – Jannowitzbrücke – Ostbahnhof – Warschauer Straße – Ostkreuz – Rummelsburg – Betriebsbahnhof Rummelsburg – Karlshorst – Wuhlheide – Köpenick – Hirschgarten – Friedrichshagen – Rahnsdorf – Wilhelmshagen – Erkner                                                                 | 20 pérc                      |
|        | Westkreuz – Charlottenburg – Savignyplatz – Zoologischer Garten – Tiergarten – Bellevue – Hauptbahnhof – Friedrichstraße – Hackescher Markt – Alexanderplatz – Jannowitzbrücke – Ostbahnhof – Warschauer Straße – Ostkreuz – Nöldnerplatz – Lichtenberg – Friedrichsfelde Ost – Biesdorf – Wuhletal – Kaulsdorf – Mahlsdorf – Birkenstein – Hoppegarten – Neuenhagen – Fredersdorf – Petershagen Nord – Strausberg – Hegermühle – Strausberg Stadt – Strausberg Nord                                                         | 10 pérc                      |
|        | Potsdam Hauptbahnhof – Babelsberg – Griebnitzsee – Wannsee – Nikolassee – Grunewald – Westkreuz – Charlottenburg – Savignyplatz – Zoologischer Garten – Tiergarten – Bellevue – Hauptbahnhof – Friedrichstraße – Hackescher Markt – Alexanderplatz – Jannowitzbrücke – Ostbahnhof – Warschauer Straße – Ostkreuz – Nöldnerplatz – Lichtenberg – Friedrichsfelde Ost – Springpfuhl – Poelchaustraße – Marzahn – Raoul-Wallenberg-Straße – Mehrower Allee – Ahrensfelde                                                        | 10 pérc                      |
|        | Spandau – Stresow – Pichelsberg – Olympiastadion – Heerstraße – Messe Süd – Westkreuz – Charlottenburg – Savignyplatz – Zoologischer Garten – Tiergarten – Bellevue – Hauptbahnhof – Friedrichstraße – Hackescher Markt – Alexanderplatz – Jannowitzbrücke – Ostbahnhof – Warschauer Straße – Treptower Park – Plänterwald – Baumschulenweg – Schöneweide – Betriebsbahnhof Schöneweide – Adlershof – Altglienicke – Grünbergallee – Flughafen Berlin-Schönefeld                                                             | 20 pérc                      |
|        | Pankow – Vinetastraße – Schönhauser Allee – Eberswalder Straße – Senefelderplatz – Rosa-Luxemburg-Platz – Alexanderplatz – Klosterstraße – Märkisches Museum – Spittelmarkt – Hausvogteiplatz – Stadtmitte – Mohrenstraße – Potsdamer Platz – Mendelssohn-Bartholdy-Park – Gleisdreieck – Bülowstraße – Nollendorfplatz – Wittenbergplatz – Zoologischer Garten – Ernst-Reuter-Platz – Deutsche Oper – Bismarckstraße – Sophie-Charlotte-Platz – Kaiserdamm – Theodor-Heuss-Platz – Neu-Westend – Olympia-Stadion – Ruhleben | 4 pérc                       |
|        | Alexanderplatz – Schillingstraße – Strausberger Platz – Weberwiese – Frankfurter Tor – Samariterstraße – Frankfurter Allee – Magdalenenstraße – Lichtenberg – Friedrichsfelde – Tierpark – Biesdorf-Süd – Elsterwerdaer Platz – Wuhletal – Kaulsdorf-Nord – Kienberg (Gärten der Welt) – Cottbusser Platz – Hellersdorf – Louis-Lewin-Straße – Hönow | 4 pérc                       |
|        | Wittenau (Wilhelmsruher Damm) – Rathaus Reinickendorf – Karl-Bonhoeffer-Nervenklinik – Lindauer Allee – Paracelsus-Bad – Residenzstraße – Franz-Neumann-Platz (Am Schäfersee) – Osloer Straße – Pankstraße – Gesundbrunnen – Voltastraße – Bernauer Straße – Rosenthaler Platz – Weinmeisterstraße – Alexanderplatz – Jannowitzbrücke – Heinrich-Heine-Straße – Moritzplatz – Kottbusser Tor – Schönleinstraße – Hermannplatz – Boddinstraße – Leinestraße – Hermannstraße                                                   | 5 pérc                       |

## Kapcsolódó állomások
A vasútállomáshoz az alábbi állomások vannak a legközelebb:
- Berlin Ostbahnhof (RE 2)
- Friedrichstraße (RE 2)
- Friedrichstraße (Nauen railway station, RB 14 (Nauen - Berlin Schönefeld Flughafen))
- Berlin Ostbahnhof (Bahnhof Schönefeld (bei Berlin), RB 14 (Nauen - Berlin Schönefeld Flughafen))
- Berlin Ostbahnhof (Bahnhof Frankfurt (Oder), RE 1)
- Friedrichstraße (Magdeburg Hauptbahnhof, RE 1)
- Friedrichstraße (Wismar railway station, RE 2)
- Berlin Ostkreuz (Cottbus Hauptbahnhof, RE 2)
- Berlin Ostbahnhof (2022. december 11. – , Senftenberg station, RE 7 (Berlin/Brandenburg))
- Friedrichstraße (Dessau Hbf, RE 7 (Berlin/Brandenburg))
- Berlin Ostbahnhof (2022. december 11. – , Berlin Ostkreuz, RE 8)
- Friedrichstraße (2022. december 11. – , Wismar railway station, RE 8)
- Berlin Ostbahnhof (Bahnhof Flughafen BER, RB23)
- Friedrichstraße (Golm station, RB23)
- Berlin Ostbahnhof (Berlin Ostbahnhof, Harz-Berlin-Express)
- Friedrichstraße (Goslar, Harz-Berlin-Express)